# Motín carcelario de Tuluá
El motín carcelario de Tuluá ocurrió el 28 de junio de 2022 en Tuluá, Colombia, durante el cual inició un incendio. Al menos 54 personas murieron y otras 24 resultaron heridas.

## Antecedentes
En Colombia, y en muchos otros países latinoamericanos, las cárceles están superpobladas y los disturbios son un problema común. El sistema penitenciario de Colombia, que tiene capacidad para albergar a 81.000 reclusos, alberga actualmente a unos 97.000 según cifras oficiales. En marzo de 2020, un motín en la cárcel La Modelo de Bogotá dejó 24 reclusos muertos y 90 heridos por temor al COVID-19. La prisión de Tuluá alberga a unos 1.267 reclusos y el bloque de celdas donde ocurrió el incendio albergaba a 180, pero la prisión operaba con un exceso de capacidad del 17%.

## Incendio y motín
Alrededor de las 2:00 am había estallado una pelea entre los presos y, según los informes, un recluso prendió fuego a un colchón durante la pelea. Otras fuentes han afirmado que el disturbio no fue una pelea sino una protesta de los presos o un intento de fuga de los presos. Las llamas del primer incendio se extendieron rápidamente por toda el ala de la prisión y el personal penitenciario intentó apagar el fuego pero no pudo y tuvo que esperar a los bomberos. Mientras esperaban a los primeros en responder, los guardias de la prisión evacuaron a la mayoría de los reclusos a otros bloques de la prisión.

## Víctimas
El general Tito Castellanos, director de la agencia penitenciaria INPEC, confirmó que un total de 51 personas habían muerto a causa del incendio, con 49 víctimas reportadas fallecidas en la prisión y otras dos declaradas fallecidas después de ser trasladadas al hospital. La mayoría de los fallecidos, fallecieron por inhalación de humo según Castellanos.